# Джей Гіндлі
Джей Гіндлі (англ. Jai Hindley, 5 травня 1996) — австралійський велогонщик. 

## Основні досягнення
2012
1-й  — чемпіон Австралії — групова гонка (кадети)
2013
2-й  — Чемпіонат Океанії з шосейного велоспорту-групова гонка / Чемпіонат Океанії-групова гонка (юніори)
2014
3-й  — Чемпіонат Океанії з шосейного велоспорту-групова гонка / Чемпіонат Океанії-групова гонка (юніори)
3 - й — чемпіонат Австралії з шосейного велоспорту-групова гонка / чемпіон Австралії-групова гонка (юніори)
2016
1 - й — Гран-прі Каподарко
2 - й — An Post Rás — Генеральна Класифікаці
1-й  — Молодіжна Класифікація
5 - й — Тур де л'авенір — Генеральна Класифікація
2017
1-й  — Тоскана-Терра-ді-Циклисмо - Генеральна класифікація
1 - й — Тур Фучжоу — Генеральна Класифікація
1-й етап 4
2 - й — Хералд Сан Тур — Генеральна Класифікація
1 - й Молодіжна Класифікація
2 - й — Трофей Чітта ді Сан-Вендеміано
3 - й — UCI Oceania Tour
3-й  — Чемпіонат Океанії-групова гонка (U23)
3 - й — Джиробіо (23) — Генеральна Класифікація
1-й етап 7
9 - й  — Тур Ельзасу — Генеральна Класифікація
10 - й  — Тур де л'авенір — Генеральна Класифікація
2022
1-й Джиро д'італія

## Статистика виступів

### Гранд-тури
| Гонка           | 2018 | 2019 | 2020 | 2021 | 2022 |
| --------------- | ---- | ---- | ---- | ---- | ---- |
| Джиро д'Італія  |      | 35   | 2    | DNF  | 1    |
| Тур де Франс    |      |      |      |      |      |
| Вуельта Іспанії | 32   |      |      |      |      |

| -   | Не брав участь |
| DNF | Не фінішував   |